# Partikelplasmon
Als Partikelplasmonen oder lokalisierte Oberflächenplasmonen bezeichnet man unbewegliche Oberflächenplasmonen, also nicht propagierende Feldüberhöhungen an kleinen Metallpartikeln wie beispielsweise Gold oder Silber. Es ist damit ein spezielles Plasmon. Für hinreichend kleine Partikel (Durchmesser ≪ Wellenlänge der eintreffenden elektromagnetischen Strahlung, z. B. Licht) kann ein solches in elektrostatischer Näherung als schwingender Dipol angesehen werden. Sein Dipolmoment beträgt:
{\displaystyle p=4\pi \varepsilon _{0}\varepsilon _{\mathrm {m} }R^{3}{\frac {\varepsilon -\varepsilon _{\mathrm {m} }}{\varepsilon +2\varepsilon _{\mathrm {m} }}}.}
Dabei sind
- {\displaystyle \varepsilon _{0}} die Permittivität des Vakuums
- {\displaystyle \varepsilon _{\mathrm {m} }} die Permittivität des umgebenden Mediums
- {\displaystyle \varepsilon } die Permittivität des Metalls
- {\displaystyle R} der Radius der Metallkugel.

Da bei Metallen die Permittivität sehr stark von der Wellenlänge der elektromagnetischen Schwingung abhängt (Drude-Theorie), ist auch die Größe der Polarisation wellenlängenabhängig. Eintreffendes Licht wird somit für verschiedene Frequenzen unterschiedlich stark vom Dipol absorbiert und gestreut. Dieser Effekt wird bei Bleiglasscheiben genutzt, wodurch diese verschiedene Farben annehmen.